# Pink Piknik
A Pink Piknikek a magyarországi LMBT közösség első nyilvánosan megszervezett eseményei, a Budapest Pride felvonulások előzményeiként a hazai melegmozgalom előfutárának tekinthetőek. Az első Pink Piknikre 1992. szeptember 13-án, a Hármashatár-hegyen került sor, mintegy 300 fő részvételével. A későbbiekben, a 2000-es évek elejéig több helyszínen is megrendezték, egy idő után már a hazai LMBT fesztiválok részeként.

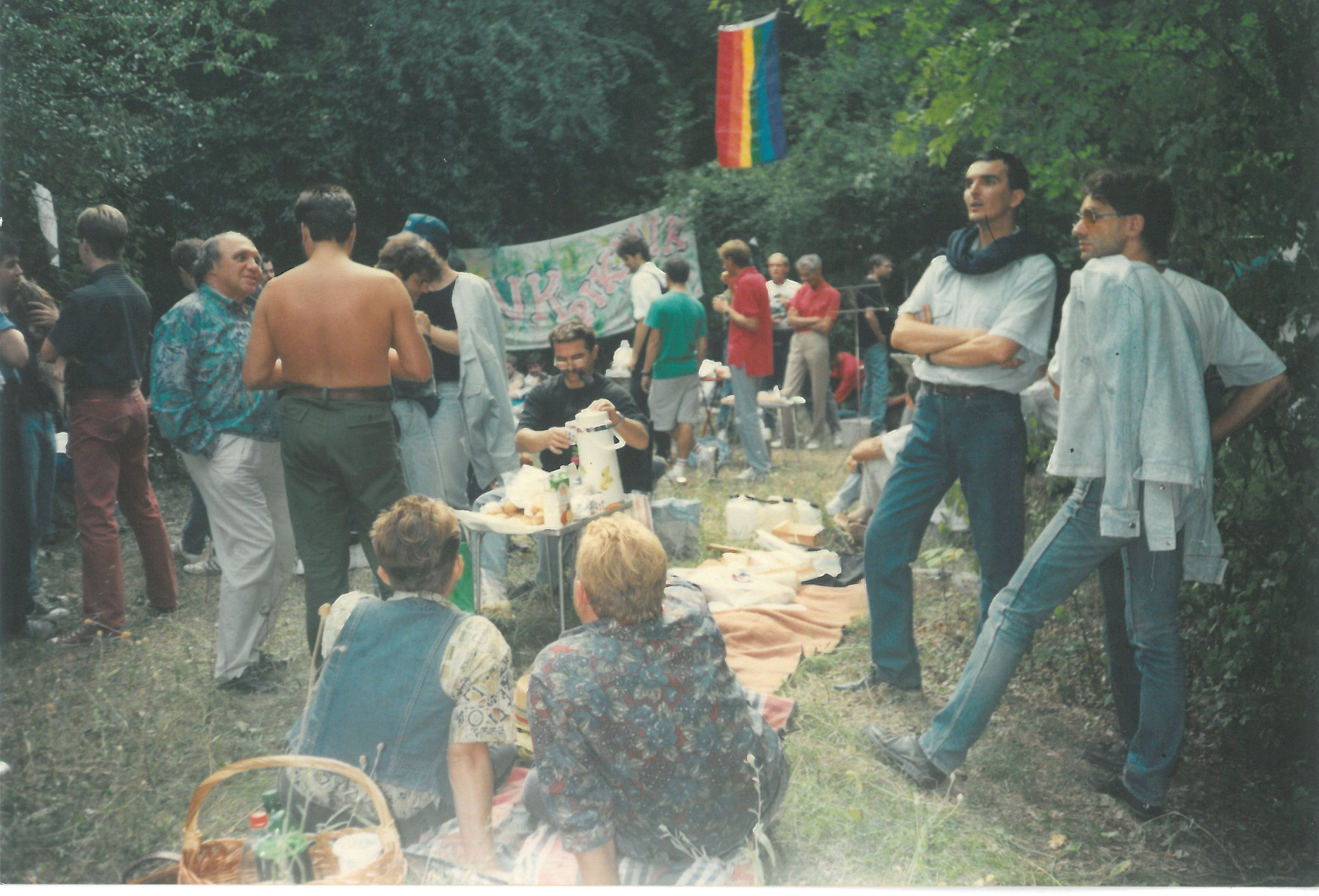
Az első Pink Piknik 1992. szeptember 13-án

## Története

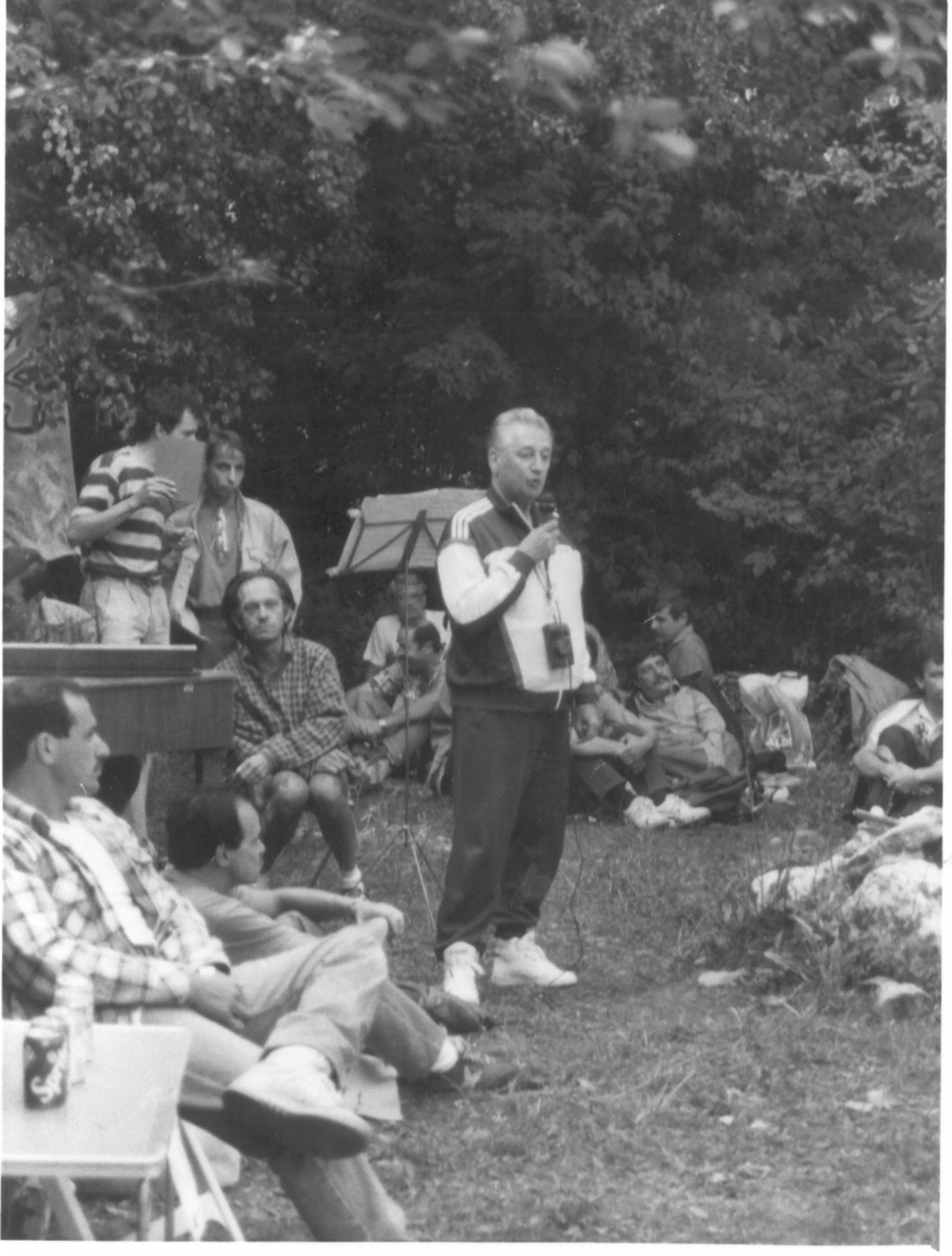
Romsauer Lajos beszél a második Pink Pikniken, 1993. szeptember 12-én

Az első Pink Pikniket az ELTE Meleg Akciócsapata, a Homérosz Egyesület, a Lambda Budapest Baráti Társaság, a Mások szerkesztősége, a Miskolci Homeros, a Leszbikus és Gay Zsidók Csoportja és a VándorMások közös szervezésében, 1992. szeptember 13-án délután-este tartották meg. A helyszín a Hármashatár-hegy egy tisztása, az Újlak-hegyi egykori kőbánya volt. A kezdeményező a Mások újság volt: itt jelent meg a Pink Piknikről szóló felhívás, és az újság később be is számolt az ott történtekről. A helyszín kiválasztásában Gosztony Zsigmond ("Gazsi"), a VándorMások túracsoport vezetője és a Mozaik Közösség alapítója segített. A rendezvény helyszínére oszlopokra ragasztott rózsaszín háromszögek mutatták az utat, s az eseményre egy "Pink Piknik" feliratú lepedő is készült (az egykori molinót ma a Háttér Archívum őrzi). Az első Pink Pikniken mintegy 300 fő vett részt. Kitelepültek a pikniket szervező egyesületek, volt ezen kívül reneszánsz és barokk kamarazenei koncert (a Homo Muzsikus nevű alkalmi zenekar jóvoltából), anonim HIV-szűrés, büfé, akadályverseny, s kemping asztalokon vagy földre terített pokrócokon árulták a Mások újság példányait, valamint a Connection Bt. kiadványait és videokazettáit.
1993. szeptember 12-én, az első rendezvénnyel azonos helyen rendezték meg a 2. Pink Pikniket. A helyszínre vezető utat ezúttal is rózsaszín háromszögek mutatták. A programok az egy évvel korábbihoz hasonlók voltak (kamarazene, HIV-szűrés, akadályverseny tíz csapat részvételével, az LMBT-szervezetek - a Homérosz Egyesület, a Lambda Budapest Baráti Társaság, a Mások, a Leszbikus és Meleg Zsidók Csoportja, valamint egy alakulóban lévő keresztény LMBT csoport - kitelepülése, bemutatkozása, továbbá tombola). Beszédet mondott Romsauer Lajos, a Homérosz Egyesület elnöke. A résztvevők száma a Mások újság beszámolója szerint 200 fő körül lehetett.
1994. szeptember 11-én a Szivárvány Társulás a Melegek Jogaiért be nem jegyzett egyesület kezdeményezésére a Zugliget egyik kedvelt kirándulóhelyén, a Harang-völgyben, egy a korábbihoz képest könnyebb megközelíthető és láthatóbb helyen tartották meg a 3. Pink Pikniket, jelezve, hogy az LMBT mozgalom szakítani kíván a bujkálás politikájával. A szervezők - a nyitás jegyében - nemcsak LMBT embereket, hanem szimpatizánsokat is vártak. Az eseményre egy azonos nemű házassági ceremóniát is terveztek, ám az végül elmaradt, csakúgy, mint az akadályverseny. Volt azonban ismét kitelepülés, tombola és HIV-szűrés is.
1995-ben két pikniket is rendeztek. Június 5-én a Háttér Társaság szervezett saját pikniket, az eredeti helyszínen, a Hármashatár-hegyen, ahol az 1995. február 10-én alapított szervezet be is mutatkozott. A Háttér Pikniken az egyesület képviseletében Mocsonaki László és Szabó Judit mondott beszédet, ismertetve az egyesület terveit. 1995. szeptember 17-én, ismét a Harang-völgyben került sor a 4. Pink Piknikre. A korábbi évekhez hasonló programok várták az érdeklődőket, a pikniket azonban másfél óra után felhőszakadás szakította félbe, így az eseményt két zárt helyszínen: a közeli Fenyőgyöngye Vendéglőben és az Óvegylet Alapítvány Zichy utcai helyiségében folytatták. A szabadtéri rendezvényről Tóth László szociológus készített videófelvételt.
1996-ban újra a Harang-völgy adott helyszínt az 5. Pink Piknik számára, amelyet abban az évben az Óvegylet Alapítvány szervezett, a technikai kivitelezésben pedig a Capella Café segített. Az eseményen az esős idő ellenére közel 100-150 fő vett részt.
Az 1997 szeptemberére tervezett Pink Piknik helyett megrendezték az első melegfelvonulást (akkor még Meleg Büszkeség Napja néven). 2000 és 2002 között a Pink Piknikeket ismét megrendezték, ezúttal a Népligetben, immár a Budapest Pride fesztiválok egyik programjaként. Pink Pikniket azóta nem rendeztek, ám némiképp azok emlékét, hagyományát örökíti tovább a Labrisz Leszbikus Egyesület által évente egyszer, hagyományosan a Budapest Pride zárónapján, a Margit-szigeten megrendezett Labrisz Piknik.

## Emlékezete
Az első Pink Piknikről szó esik Takács Mária Eltitkolt évek és Meleg férfiak hideg diktatúrák című dokumentumfilmjeiben (illetve ezek könyvváltozataiban), valamint a szintén általa készített In memoriam Pink Piknik című rövidfilmben.  A 2013. évi, első LMBT Történeti Hónapon, a Budapest Pride szervezésében, A Budapest Pride történelem kezdetei címmel folyt beszélgetésen is megemlékeztek a Pink Piknikekről. A 2017. évi, 5. LMBT Történeti Hónap keretében pedig külön múltidéző beszélgetés foglalkozott az akkor 25 éves Pink Piknikkel.